# Zamek w Felsztynie (Hwardijśke)
Zamek w Felsztynie (Hwardijśke) – zamek wybudowany nad rzeką Smotrycz przez Mikołaja Herburta, podkomorzego halickiego.

## Historia
Zamek zbudowany został za zgodą króla Polski Stefana Batorego, wydaną 23 sierpnia 1584 roku w Lublinie. Przez następne kilkanaście lat ziemię te nękały częste najazdy tatarskie, m.in. w 1615 roku w czasie których były niszczone. Od 1641 roku nowymi właścicielami zamku i ziem została rodzina Daniłowiczów. W 1649 roku, podczas wojen kozackich, zamek został zniszczony. W 1753 roku na miejscu zamku przez Mariannę z Kalinowskich Grabiankę zbudowany został kamienny kościół.

## Architektura
Zamek był budowlą składającą się z drewnianych budynków mieszkalnych i gospodarczych otoczoną wałem, palisadą i fosą. Wieża, jaka wznosiła się w jednym z wałów obronnych, zaopatrzona była w strzelnice i służyła jednocześnie jako brama wjazdowa oraz punkt obserwacyjny. Stróżujący na wieży ludzie mieli obowiązek ciągłego śpiewania, aby pokazać, że ciągle czuwają. Wjazd prowadził przez zwodzony most. W późniejszym czasie wraz z rozwojem miasta rozbudował się też zamek. W miejsce drewnianej wieży postawiono nową, czterokondygnacyjną basztę z kamienia i cegły zakończoną attyką. Pierwsze piętro zaopatrzono w strzelnicę, a ostatnia kondygnacja służyła, jak w dawnej wieży, za punkt obserwacyjny. I tu także wjazd do zamku prowadził przez most zwodzony. Z dawnego zamku do końca XIX w. pozostały tylko wały obok kościoła.